# باکا الغربیا
باکا الغربیا (به لاتین: Baqa al-Gharbiyye, عبری: באקה אל-גרביה, בָּקַה אל-עַ'רְבִּיָּה) یک شهر عمدتاً عرب‌نشین در استان حیفای اسرائیل است که در نزدیکی خط سبز (اسرائیل) واقع شده‌است. در سال ۲۰۱۶ جمعیت این شهر ۲۸٬۵۲۶ نفر بود.